# Колонизация космоса
Колонизация космоса — гипотетическое создание автономных человеческих поселений вне Земли.
Энтузиасты колонизации считают, что на Луне и ближайших к Земле планетах и астероидах достаточно ресурсов для создания такого поселения, например, с применением технологий роботизированной 3д-печати. Солнечная энергия там довольно легко доступна. Достижений современной науки в целом достаточно для постройки научно-исследовательских баз за пределами Земли, тогда как создание автономных поселений — на порядки более сложная задача, которая на настоящий момент решается для континентальной Антарктиды на Земле (такое решение для Арктики Россией частично реализовано). Автономные поселения могут быть собраны или автоматически напечатаны не только на планетах, но и в открытом космосе, при решении учёными задач противорадиационной и противометеоритной защиты.
На случай глобальных катастроф Земли планетарного масштаба у человечества появляется шанс сделать свою «резервную копию жизни» (человека и некоторых животных) в виде поселений в космосе, например в виде Космических городов-бубликов.
Проблема перенаселения Земли на дальнейшую перспективу также может быть компенсирована созданием таких поселений в космосе. Например, космическая программа Китая бурно и активно развивается: впервые за сорок с лишним лет на Земле оказались лунные камни, исследовательский зонд уже летит на Марс, страна проводит запуски чаще всех в мире, при этом планы у Пекина грандиозные.
В популяризацию освоения космического пространства человечеством внес огромный вклад К. Э. Циолковский, основоположник теоретической космонавтики. Он предвидел ракеты, искусственные спутники, орбитальные станции и выход в открытый космос задолго до того, как они стали реальностью.
Колонизация космоса также является одной из основных тем научной фантастики.

## Средства

### Жизнеобеспечение
Для постоянного пребывания человека вне Земли поселение должно поддерживать параметры окружающей среды в пригодных для жизни пределах, то есть создавать так называемый гомеостаз. Либо человеческое тело, в итоге технологических мутаций, должно стать адаптивным к существующим условиям обитания.
Может быть несколько видов взаимодействия между внеземной окружающей средой и средой человеческого поселения:
- Человеческое поселение полностью изолировано от окружающей среды (искусственная биосфера).
- Изменение окружающей среды до состояния, пригодного для жизни земных организмов (терраформирование).
- Изменение земных организмов и приспособление их к новой среде обитания.

Также возможны комбинации перечисленных вариантов.
Но нельзя забывать и о гравитации, так как при отсутствии земного притяжения тело человека очень быстро атрофируется (в основном мышцы, органы и сердечная ткань — сердечная мышца)

### Самообеспечение
Самообеспечение — необязательный атрибут внеземного поселения, но только при условии постоянного и равноценного[уточнить] обмена ресурсами между Землёй и колонией; иначе можно говорить только о базе.
Автономность колонии позволила бы во много раз увеличить скорость роста поселения и сильно уменьшить её зависимость от Земли. Промежуточным этапом могут быть колонии, которые требуют только информации с Земли: научной, инженерной и т. п.

### Роботизация
Строительство автономных модулей возможно посредством роботов-строителей, запрограммированных на 3д-печать и сборку конструкций для проживания, на обновление таких конструкций и поддержание в надлежащем состоянии, на обеспечение жителей едой. Также перспективной является роботизация добычи, доставки и переработки полезных ископаемых на астероидах (Промышленное освоение астероидов).

### Численность населения
В 2002 году антрополог Джон Мур предположил, что поселение численностью 150—200 человек сможет нормально существовать на протяжении 6—8 поколений (около 200 лет).

## Расположение колонии
Наилучшее расположение колонии является одним из основных предметов спора сторонников космической колонизации.
Колонии могут располагаться в следующих местах:
- планета, спутник планеты или астероид;
- орбита вокруг Земли, Солнца или другого космического тела;
- точки Лагранжа.

### Планеты, спутники и астероиды

#### Луна
Луна является наиболее естественным и сравнительно доступным местом внеземной колонизации. В эпоху «лунной гонки» у СССР даже существовал конкретный проект создания лунной базы-поселения «Звезда».

#### Точки Лагранжа
Высказываются идеи по созданию временных или постоянных обитаемых поселений, а также космических станций, пересадочных и энергетических узлов в точках Лагранжа систем «Земля — Луна» (точки L1 — L5) и «Солнце — Земля» (точки L1 и L2).

#### Марс
Исследования НАСА подтвердили наличие воды на Марсе. Таким образом, условия на Марсе, похоже, достаточны для поддержания жизни.
Параметры марсианского грунта (соотношение pH, наличие необходимых для растений химических элементов, и некоторые другие характеристики) близки к земным, и на марсианской почве теоретически можно было бы выращивать растения.
Марс рассматривается как один из наиболее вероятных кандидатов на роль места первого внеземного поселения после Луны. Его общая площадь приблизительно равна площади земной суши. На Марсе существуют большие запасы воды, а также присутствует углерод (в виде диоксида углерода в атмосфере). Вероятно, Марс подвергался тем же геологическим и гидрологическим процессам, что и Земля, и может содержать запасы минеральных руд (хотя это не доказано). Существующего оборудования было бы достаточно, чтобы получать необходимые для жизни ресурсы (воду, кислород и т. п.) из марсианского грунта и атмосферы. Атмосфера Марса достаточно тонкая (всего 800 Па, или около 0,8 % земного давления на уровне моря), а климат холоднее. Сила тяжести на Марсе составляет около трети земной.
Обсуждается возможность как создания марсианских баз-поселений, так и глобального терраформирования Марса (атмосферы) с целью сделать всю или часть его поверхности пригодной для жизни. Колонизация и терраформирование Марса должна учитывать возможное наличие органических соединений и даже жизни.
8 июля 2011 года сразу после последнего старта шаттла Атлантис STS-135 президент США Барак Обама официально заявил, что «у американских астронавтов появилась новая цель — полёт на Марс».
«Столетний космический корабль» (англ. Hundred-Year Starship) — проект безвозвратного направления людей на Марс с целью колонизации планеты. Проект разрабатывает с 2010 года Исследовательский центр имени Эймса — одна из основных научных лабораторий НАСА. Основная идея проекта состоит в том, чтобы отправлять людей на Марс безвозвратно. Это приведёт к значительному сокращению стоимости полёта, появится возможность взять больше груза и экипаж. Дальнейшие полёты будут доставлять новых колонистов и пополнять их запасы.

#### Церера
Колонизация Цереры осложняется нахождением данного объекта в поясе астероидов, а также недостатком солнечного света.

#### Меркурий
Высокие температурные условия значительно затрудняют колонизацию Меркурия, ввиду близости планеты к Солнцу. Но, с другой стороны, такое расположение позволит колонистам обойтись одной лишь солнечной энергией для обеспечения своего существования на планете. Максимальная температура на Меркурии достигает 427 °C.

#### Венера
Колонизация Венеры сопряжена с глобальной задачей её терраформирования, отличающейся крайней сложностью ввиду наличия на планете неблагоприятных для деятельности человека и функционирования техники тяжёлых температурных условий, а также состава и давления атмосферы.

#### Астероиды и малые планеты
Преимущество небольших астероидов в том, что они могут несколько раз в десятилетие пролетать достаточно близко от Земли. В интервалах между этими пролетами астероид может удаляться на 350 млн км от Солнца (афелий) и до 500 млн км от Земли. Но у мелких астероидов есть и недостатки. Во-первых, это очень слабая гравитация, а во-вторых, неизменно сохраняющаяся вероятность столкновения астероида с колонией с каким-либо массивным небесным телом. Часто оценивается возможность колонизации астероидов с целью промышленного освоения их ресурсов — рудных полезных ископаемых (рубидий, цезий, иридий, прочие редкие металлы), а также кислорода (для обеспечения колоний воздухом) и водорода (для ракетного топлива и энергообеспечения колоний) с Цереры и других объектов пояса астероидов.

#### Спутники Юпитера и Сатурна и прочие внешние объекты Солнечной системы
Колонизация спутников Юпитера и Сатурна и внешних объектов Солнечной системы является трудной задачей ввиду их большой удалённости от Земли; также надо учитывать возможное наличие органических соединений и даже жизни, в частности, на Европе, Титане, Энцеладе.

### Орбитальные колонии
Орбитальные колонии — конструкции, по сути, представляющие собой увеличенные в размерах и усовершенствованные орбитальные станции (см. Космические города-бублики).

## Колонизация космоса: за и против

### Мнение скептиков
Некоторые специалисты высказывают скептическое мнение по поводу колонизации космоса. К их числу относятся, в частности, первый американский астронавт, совершивший орбитальный полёт, Джон Гленн и космонавт и конструктор космических кораблей Константин Феоктистов. Согласно этой точке зрения, поддержание жизнедеятельности человека в космосе обходится слишком дорого, а необходимости в этом нет, так как всю необходимую работу может делать автоматика. По словам К. Феоктистова, деятельность космонавтов на всех орбитальных станциях по изучению дальнего космоса дала гораздо меньше результатов, чем один автоматический телескоп «Хаббл». На Земле полностью не освоены Антарктика и морское дно, так как это пока неэффективно — освоение космоса было бы ещё дороже и ещё менее эффективно. В долгосрочной перспективе, с появлением искусственного интеллекта, не уступающего человеческому, посылка в космос приспособленных исключительно к земным условиям людей для выполнения различного вида работ может оказаться заведомо нецелесообразной. Об этом, например, говорит физик Олег Доброчеев. Действительно, проще и безопаснее, если космонавты прилетят на уже готовую построенную или напечатанную роботами базу с уже готовой инфраструктурой и едой, выращенной автоматизированным способом.

### Аргументы сторонников
Стоимость. Многие люди сильно преувеличивают затраты на космос, при этом недооценивая затраты на оборону. Например, по состоянию на 13 июня 2006 года, Конгресс США направил 320 млрд долларов на войну с Ираком, тогда как создание космического телескопа «Хаббл» обошлось всего в 2 млрд долларов, а средний годовой бюджет НАСА равен всего лишь 15 млрд долларов. Другими словами, при нынешнем уровне финансирования НАСА, денег, затраченных на войну с Ираком, хватило бы примерно на 21 год работы агентства по освоению космоса. А годовой военный бюджет всего мира вообще превышает 1,5 трлн долларов. Люди также часто недооценивают, насколько космические технологии (к примеру, спутниковая связь и метеорологические спутники) помогают им в их обыденной жизни, не говоря уже о повышении производительности в сельском хозяйстве, снижении рисков от природных катаклизмов и т. п. Аргумент «затратности космоса» также неявно предполагает, что деньги, не потраченные на космос, автоматически пойдут туда, где они принесут пользу человечеству, — но это не так (они могут пойти на те же войны). Также не учитывается, что космические технологии совершенствуются, и, как следствие, деятельность в космическом пространстве, а следовательно и работы по освоению космоса, постепенно удешевляются. В частности если уже в ближайшее время удастся создать надёжный ядерный реактивный двигатель, то это позволит создать достаточно технологичные многоразовые одноступенчатые космические корабли, использование которых как минимум на порядок удешевит доставку различных грузов на околоземные орбиты и на Луну. (Для сравнения: создание неядерного одноступенчатого корабля является очень сложной инженерной задачей с сомнительными перспективами.) Также космические ядерные реактивные двигатели позволят значительно сократить время межпланетных перелётов, что снимает проблему их длительности. Например, время перелёта на Марс с использованием традиционных химических ЖРД составит около 9 стандартных месяцев, тогда как применение ядерного двигателя типа VASIMR обещает сократить время полёта до Марса до двух месяцев (в настоящее время длительность рабочей смены на МКС составляет около четырёх месяцев), что значительно упрощает задачу жизнеобеспечения экипажа и пассажиров корабля, оснащённого двигателями типа VASIMR.
Аргумент стоимости дополняется аргументом реальности существования результата. Например, средства, потраченные на МКС, можно заметить в виде реального результата — физическое наличие самой космической станции. МКС существует, космонавты на неё летают, при желании любой её может увидеть в телескоп. Деньги же, потраченные на некое неопределённое «улучшение жизни людей на земле», часто уходят «вникуда» и не всегда можно определить, увидеть и ощутить какой-то реальный физический результат. А МКС — она есть.
Земля. Освоение Антарктики, морского дна и других неосвоенных территорий сдерживается не столько недружественностью окружающей среды, сколько отсутствием поблизости доступных источников энергии и материалов, нужных для организации производства. Затраты на жизнеобеспечение космонавтов (как и подводников, покорителей Антарктики и других) обусловлены стоимостью доставки всего необходимого с Земли. При наличии же достаточно мощных и безопасных энергетических установок и локального производства, враждебная среда может быть превращена в пригодную для жизни с меньшими затратами. Сторонники колонизации космоса считают, что произвести массовый перенос производства энергии и материалов в космос будет проще, чем сделать то же самое в Антарктике или на морском дне. Проблему с колонизацией неосвоенных территорий Земли они видят в непредсказуемом и чаще всего негативном влиянии массового производства на местную экологию, а также в истощении топливных ресурсов планеты при неуклонном росте энергопотребления. Альтернативные источники, использующие энергию ветра, Солнца и т. п., в свою очередь сами требуют немалых энергозатрат на производство и эксплуатацию, нуждаются в отчуждённой территории для сбора рассеянной энергии, и их выработка существенно зависит от погодных условий. Доступ к термоядерной энергии может снизить остроту энергетического кризиса, но с ростом энергопотребления и заселённости территорий проблемы загрязнения окружающей среды не снимаются.
В то же время, солнечные электростанции, развёрнутые в космосе, принципиально не будут зависеть ни от смены времён суток и сезонности (в космосе таковых нет вовсе), но могут находиться в тени от других космических тел, ни от состояния атмосферы (она отсутствует), ни от наличия свободного пространства (его несоизмеримо больше, чем на Земле), но возникает проблема замусоривания околоземного пространства. Зеркала/батареи всегда можно сориентировать наиболее выгодным образом, чтобы получать максимальный поток энергии. Космические фабрики, выпускающие полупроводниковые фотоэлементы, а также другие виды продукции, будут работать в стабильных условиях, при широком и лёгком контроле над локальной гравитацией и вакуумом.
Безопасность. Если всё человечество будет оставаться на Земле, есть угроза его полного уничтожения (например, в результате падения астероида, глобальной войны, пандемии или стихийных бедствий). С выходом человечества в космос, конечно, возникают и другие опасности: новые заболевания, ускорение мутаций, возможные конфликты между колониями или даже иными разумными расами, что также может привести к различного вида катастрофам или к гибели какой-то части людей. Но так или иначе, создание «резервной копии жизни в космосе» и дальнейшее её распространение в различных дальних и труднодоступных местах космоса значительно увеличит шансы сохранения земной жизни на случай таких глобальных катастроф.
Роботы. На данном этапе применение автоматических космических станций отлично решает исследовательские задачи, но совершенно не решает проблемы роста населения Земли и постепенного истощения её невозобновляемых ресурсов. Поэтому переселение людей в Космические города-бублики, быстро напечатанные или построенные роботами, одновременно с добычей полезных ископаемых на астероидах, вполне может помочь решению этой проблемы в долгосрочной перспективе.
С другой стороны, развитие систем искусственного интеллекта (ИИ), «не уступающего человеческому», поднимает вопрос о сосуществовании с такой новой формой «жизни». Хотя создание такого «идеального ИИ» на данный момент фантастично, но так или иначе развитие происходит и пока что успешно находит отражение в появлении современных голосовых помощников.
Дополняя информационное развитие ИИ, в современном мире развиваются и физические способы, технологии и инструменты колонизации и автоматизированного строительства. Наука уже позволяет человечеству разрабатывать и изучать оптимизированные варианты и комбинации роботов-строителей с применением нейросети, сходной с мозгом пчёл и оснащённых технологиями 3D-печати, запрограммированные как на печать гигантских космических конструкций, так и на воспроизводство деталей для собственной сборки, починки. А также запрограммированные для сборки роботов иного типа: для добычи, доставки и одновременной переработки полезных ископаемых с небольших космических тел (Промышленное освоение астероидов), для подготовки и обработки материалов, для выращивания еды жителям, для централизованного автоматизированного сбора различных видов энергии. Человечество порой неосознанно, но активно и смело размышляет на эту тему, ищет подходы к таким технологиям, что находит отражение в научно-фантастических книгах последних веков, фильмах и даже в компьютерных играх, например, таких как StarCraft. В этой игре такие роботы активно участвуют в создании и развитии колонии. А, как известно, многие идеи научной фантастики прошлого века уже сбылись в нынешнем.
Генная инженерия. Сторонники трансгуманизма считают, что прогресс в области микробиологии, генетики и нанотехнологии позволит преодолеть биологические ограничения и приспособить человеческий организм к длительной и комфортной жизни в условиях невесомости, повышенной радиации и других факторов жизни в космосе. При наличии возможности изменять собственную биологическую природу, адаптироваться к широкому диапазону внешних условий и, возможно, искусственно усиливать способности мозга, необходимость создавать роботов с искусственным интеллектом может стать не столь острой, так как биологические и генетические приспособления человека, животных или растений значительно упростят задачу колонизации. К примеру, человек сможет выдерживать более низкие температуры или же наоборот, биологические генно-модифицированные покрытия стен вполне могут нагревать помещения или отсеки станции до комфортной человеку температуры. На тему «живых подсвечивающихся самовосстанавливающихся покрытий» стен и крыш на основе применения генно-модифицированных грибниц у НАСА есть интересные концепты и разработки, описанные в статье «Мико-архитектура планет: растущие структуры поверхности в заданном месте».
Подробное рассмотрение вариантов колонизации космоса изложено, например, в книге В. А. Золотухина.